# Енергетика Азербайджану
Енергетика Азербайджану складається з виробництва, споживання та експорту Азербайджаном енергії і електрики. Питаннями енергетики та добувної промисловості займається Міністерство енергетики Азербайджану.

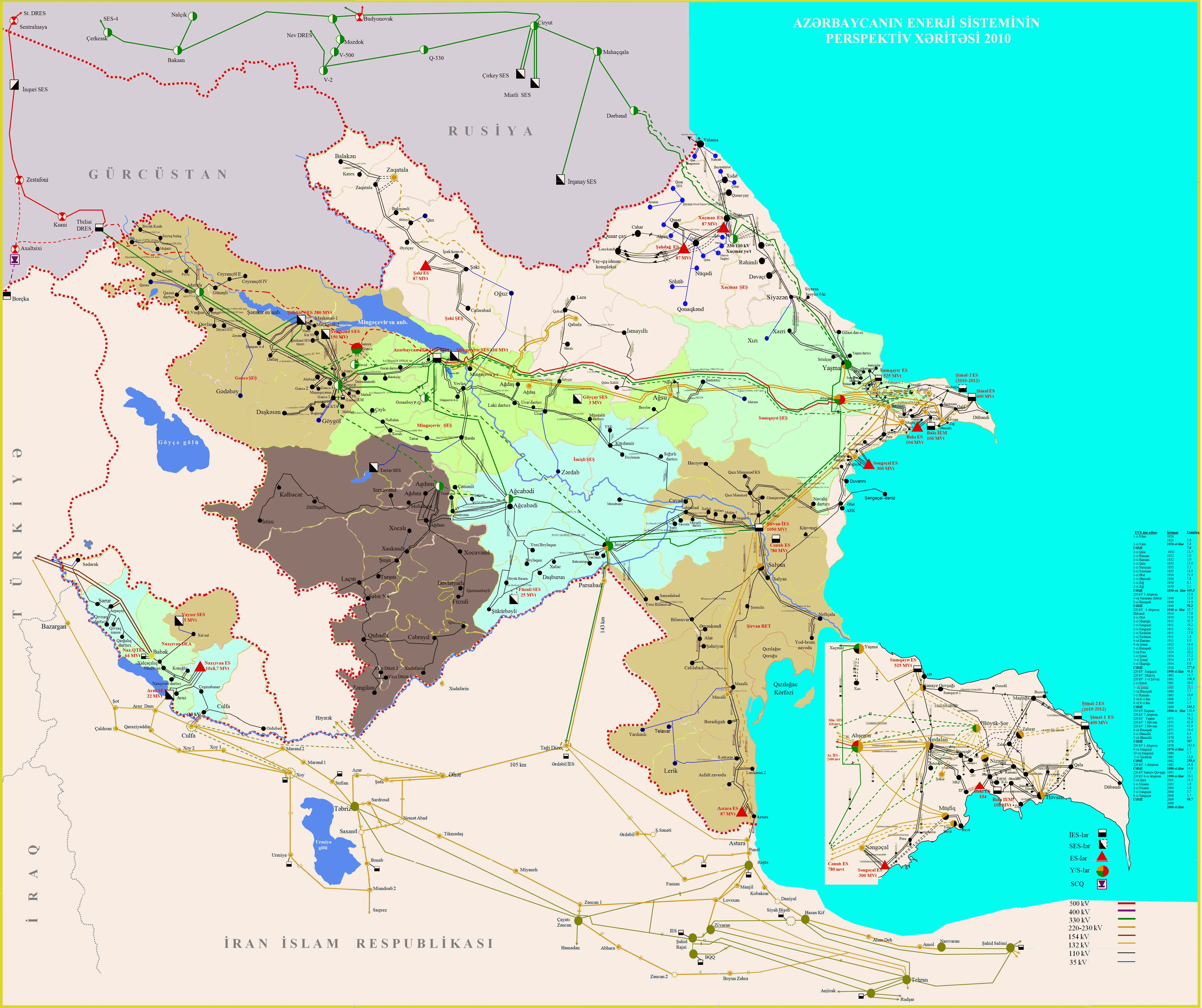
Карта енергетичної системи Азербайджанської Республіки

## Нафта
На рубежі 20-го століття на Азербайджан припадає половина світового виробництва нафти. Нафтові свердловини працюють в Баку з 1840-х років. На початку 21-го століття, майже все виробництво знаходиться на березі Каспійського моря. Азербайджан є одною з чотирьох колишніх радянських республік (поряд з Росією, Казахстаном і Туркменістаном),які самодостатні в галузі нафти. Проте, після розпаду Радянського Союзу у 1991 році, виробництво скоротилося , поки іноземні інвестиції не забезпечили капітал для нового розвитку. В 1998 році виробництво почало зростати з 194000 барелів на день (30800 м³/добу),  у 2004 році в середньому 318000 барелів в день (50600 м³/добу), у 2015 році — близько 860 тисяч барелів.

### Прозорість видобутку
Британська компанія Global Witness NGO у 2013 році оприлюднила звіт, в якому зазначалось, що компанії, які працюють у нафтовій промисловості Азербайджану не мають прозорості та підзвітності. Це документально підтвердило, що мільйони доларів доходу зникають в руках приватних компаній, які співпрацюють з SOCAR.
У доповіді зроблено висновок про те, що прозорість угод компанії SOCAR викликає сумніви, і додав: «Ці результати повинні викликати великий інтерес у міжнародного співтовариства в цілому. Нафта і її похідні продукти грають ключову роль в економіці Азербайджану, що становить 95% загального обсягу експорту в 2011 році. Також дуже важливо для Європи, щоб Азербайджан підтримував потоки нафти і газу в прозорій і добре налагодженій енергетичній промисловості. Проте, цей брифінг показує, що більша частина нафтового бізнесу в Азербайджані залишається непрозорою, і корупція, як і раніше сприймається на рівні епідемії.

## Природний газ
Останнім часом видобуток природного газу став відігравати важливу роль в енергетиці країни, оскільки деякі нафтові родовища в районі Баку виснажилися. На початок 2016 року обсяг відомих газових родовищ склав 2,5 трильйона кубометрів. За 2011 рік було видобуто близько 17,66 мільярдів кубометрів природного газу, за 2015 рік — 29,74 мільярдів кубометрів.
10 березня 2016 року міністр енергетики Азербайджану Натіг Алієв публічно заявив, що країна володіє достатніми запасами сировини, щоб забезпечити постачання природного газу з Південного газового коридору. Первинна стадія проекту передбачає щорічні поставки в Європу 10 мільярдів кубометрів газу.

## Електроенергія
У 2014 році сумарний обсяг виробленої електроенергії склав приблизно 24,73 мільярда кіловат-годин. З них 21,4 мільярда забезпечили теплові електростанції, найбільшими з яких є Азербайджанська ДРЕС, яка розташована поблизу Мінгечеура (2100 МВт) і Ширванська ДРЕС (1100 МВт).
Найпотужнішими гідроелектростанціями є Мінгячевірська ГЕС (402 МВт), Шамкірська ГЕС (380 МВт), Єникендська ГЕС (150 МВт) і Сарсангська ГЕС (50 МВт). Інші джерела відновлюваної енергії країною практично не використовуються, хоча в 2011 році створено і введено в експлуатацію Гобустанський експериментальний полігон, в який входять вітряна, сонячна і біогазової станції загальною потужністю 5,5 МВт.

## Дивись також
- Економіка Азербайджану